# چارلز اچ. جافی
چارلز اچ. جافی (انگلیسی: Charles H. Joffe؛ ۱۶ ژوئیهٔ ۱۹۲۹ – ۹ ژوئیهٔ ۲۰۰۸) تهیه‌کننده اهل ایالات متحده آمریکا بود. وی بین سال‌های ۱۹۶۹ تا ۲۰۰۸ میلادی فعالیت می‌کرد.
از فیلم‌هایی که وی در آن‌ها نقش داشته است، می‌توان به آب را نخورید و عشق و مرگ اشاره نمود.